# رابرت سارا
رابرت سارا (زاده ۹ ژوئن ۱۹۴۶) بازیکن سابق فوتبال اتریشی است که در اوبر لاینسیتس، در نزدیکی سنت مارتین ایم والدویرتل متولد شده‌است.برادر کوچکتر او جوزف سارا نیز یک فوتبالیست موفق بود.

## حرفه باشگاهی
سارا پس از ۲۰ سال ماندن در باشگاه و برنده شدن جوایز بزرگ با آنها، به یک اسطوره باشگاهی در اتریش وین  تبدیل شد. او کار حرفه ای خود را در ۱۹ سالگی آغاز کرد و ۹ قهرمانی لیگ، ۶ جام داخلی را به دست آورد و در فینال جام برندگان جام ۱۹۷۸  بازی کرد که آنها با نتیجه ۴–۰ مقابل اندرلخت شکست خوردند. ۵۷۱ بازی او رکوردی برای بیشترین حضور یک بازیکن در لیگ برتر اتریش است.سارا در سال ۲۰۰۱ در تیم قرن اتریش انتخاب شد.

## حرفه بین‌المللی
او اولین بازی خود را برای اتریش در پیروزی ۳–۲ مقابل انگلیس در ومبلی در اکتبر ۱۹۶۵ انجام داد و در فینال جام جهانی فوتبال ۱۹۷۸  بازی کرد. کاپیتان تیم، او پاس قاطع را به هانس کرانکل  زد تا در بازی با نام معجزه کوردوبا که اتریشی‌ها با نتیجه ۳–۲ پیروز شدند و اولین برد اتریش در برابر آلمان غربی بود، گل پیروزی مقابل رقیب سرسخت آلمان غربی  را به ثمر رساند و بعد از ۴۷ سال این پیروزی برای اتریش بدست آمد.
او ۵۵ بازی ملی انجام داد و ۳ گل به ثمر رساند. آخرین بازی ملی او در می ۱۹۸۰ بازی دوستانه مقابل آرژانتین  بوده است.

## افتخارات
- اتریش وین
- بوندسلیگا اتریش (۸): ۱۹۶۸–۶۹، ۱۹۶۹–۷۰، ۱۹۷۵–۷۶، ۱۹۷۷–۷۸، ۱۹۷۸–۷۹، ۱۹۷۹–۸۰، ۱۹۸۰–۸۱، ۱۹۸۳–۸۴، ۱۹۸۴–۱۹۸۵
- جام اتریش (۶): ۱۹۶۶–۶۷، ۱۹۷۰–۷۱، ۱۹۷۳–۷۴، ۱۹۷۶–۷۷، ۱۹۷۹–۸۰، ۱۹۸۱–۸۲